# (2909) Hoshi-no-ie
(2909) Hoshi-no-ie est un astéroïde de la ceinture principale.

## Description
(2909) Hoshi-no-ie est un astéroïde de la ceinture principale. Il fut découvert le 9 mai 1983 à Chirorin par Sadao Sei. Il présente une orbite caractérisée par un demi-grand axe de 3,02 UA, une excentricité de 0,12 et une inclinaison de 11,5° par rapport à l'écliptique.

## Compléments